# Anthicus binhensis
Anthicus binhensis là một loài bọ cánh cứng trong họ Anthicidae. Loài này được Pic miêu tả khoa học năm 1922.